# Davarzan (Verwaltungsbezirk)
Davarzan (persisch شهرستان داورزن) ist ein Schahrestan in der Provinz Razavi-Chorasan im Iran. Er enthält die Stadt Davarzan, welche die Hauptstadt des Verwaltungsbezirks ist.

## Kreise
- Zentral (بخش مرکزی)
- Baschtin (بخش باشتين)

## Demografie
Bei der Volkszählung 2016 betrug die Einwohnerzahl des Schahrestan 21.911. Die Alphabetisierung lag bei 75 Prozent der Bevölkerung. Knapp 13 Prozent der Bevölkerung lebten in urbanen Regionen.
| Zensusjahr | Einwohnerzahl |
| ---------- | ------------- |
| 2011       | 21.309        |
| 2016       | 21.911        |